# Free Software Foundation
De Free Software Foundation of FSF is een door Richard Stallman op 4 oktober 1985 opgerichte non-profitorganisatie die zich toewijdt aan de productie en promotie van vrije software (vrij zoals in "vrijheid") , ondersteuning van de vrijesoftwarebeweging en het GNU-project. De FSF is gevestigd in de Commonwealth of Massachusetts.
Conform de doelstellingen werkt de FSF alleen met vrije software
 volgens de The Free Software Definition.

## Geschiedenis
Vanaf de oprichting van de organisatie tot het midden van de jaren negentig werden de FSF-fondsen hoofdzakelijk gebruikt voor vergoedingen aan softwareontwikkelaars voor het schrijven van vrije software, nu die taak gedaan wordt door vrijwilligers en bedrijven en hebben de FSF-werknemers en -vrijwilligers hun aandacht gericht op wettelijke en structurele problemen met betrekking tot de vrijesoftwarebeweging (free software movement) en de vrijesoftwaregemeenschap (free software community).
Op 25 november 2002 werd het FSF Associate Membership program opgezet.

## Projecten
Een van de projecten van de Free Software Foundation is de Free Software Directory, een overzicht van vrije software.

## Aanverwante foundations
- Free Software Foundation Europe, opgericht in 2001.
- Free Software Foundation India, opgericht in 2003.
- Free Software Foundation Latin America, opgericht in 2005.